# A Nemzetközi Matematikai Diákolimpiák magyar versenyzői
Ez a lista a Nemzetközi Matematikai Diákolimpiák magyar versenyzőit sorolja fel.

## A magyar versenyzők eredményei a diákolimpiák (fordított) időrendi sorrendjében
66. Sunshine Coast, Ausztrália (2025) – 630 versenyző
- Bodor Mátyás (Csíkszereda, Márton Áron Főgimnázium, 11. o.), 35 pont, 27-72. helyezés, aranyérem
- Szakács Ábel (Budapesti Fazekas Mihály Gyak. Ált. Iskola és Gimnázium, 11. o.), 35 pont, 27-72. helyezés, aranyérem
- Czanik Pál (Budapesti Fazekas Mihály Gyak. Ált. Iskola és Gimnázium, 12. o.), 29 pont,  119-147. helyezés, ezüstérem
- Varga Boldizsár (Budapest, Veres Péter Gimnázium, 12. o.), 29 pont, 119-147. helyezés, ezüstérem
- Holló Martin (Budapesti Fazekas Mihály Gyak. Ált. Iskola és Gimnázium, 11. o.), 28 pont, 148-176. helyezés, ezüstérem
- Molnár István Ádám (Miskolc, Földes Ferenc Gimnázium, 12. o.), 24 pont, 214-228. helyezés, bronzérem

65. Bath, Egyesült Királyság (2024) – 609 versenyző
- Simon László Bence (Budapesti Fazekas Mihály Gyak. Ált. Iskola és Gimnázium, 12. o.), 35 pont, 5-10. helyezés, aranyérem
- Szakács Ábel (Budapesti Fazekas Mihály Gyak. Ált. Iskola és Gimnázium, 10. o.), 30 pont, 29-46. helyezés, aranyérem
- Czanik Pál (Budapesti Fazekas Mihály Gyak. Ált. Iskola és Gimnázium, 11. o.), 25 pont,  90-99. helyezés, ezüstérem
- Bodor Mátyás (Csíkszereda, Márton Áron Főgimnázium, 10. o.), 22 pont, 147-181. helyezés, ezüstérem
- Varga Boldizsár (Budapest, Veres Péter Gimnázium, 11. o.), 22 pont, 147-181. helyezés, ezüstérem
- Tarján Bernát (Budapest, Veres Péter Gimnázium, 12. o.), 21 pont, 182-215. helyezés, bronzérem

64. Csiba, Japán (2023) – 618 versenyző
- Simon László Bence (Budapesti Fazekas Mihály Gyak. Ált. Iskola és Gimnázium, 11. o.), 32 pont, 50-54. helyezés, aranyérem
- Tarján Bernát (Budapest, Veres Péter Gimnázium, 11. o.), 29 pont, 82-103. helyezés, ezüstérem
- Németh Márton Tamás (Budapesti Fazekas Mihály Gyak. Ált. Iskola és Gimnázium, 12. o.), 25 pont, 137-144. helyezés, ezüstérem
- Lovas Márton (Budapest, Veres Péter Gimnázium, 12. o.), 24 pont, 145-182. helyezés, bronzérem
- Fülöp Csilla (Szeged, Radnóti Miklós Gimnázium, 12. o.), 23 pont, 183-219. helyezés, bronzérem
- Nádor Benedek (Budapesti Fazekas Mihály Gyak. Ált. Iskola és Gimnázium, 12. o.), 20 pont, 259-278. helyezés, bronzérem

63. Oslo, Norvégia (2022) – 589 versenyző
- Kovács Tamás (Budapesti Fazekas Mihály Gyak. Ált. Iskola és Gimnázium, 12. o.), 30 pont, 84-111. helyezés, ezüstérem
- Seres-Szabó Márton (Budapesti Fazekas Mihály Gyak. Ált. Iskola és Gimnázium, 11. o.), 28 pont, 146-186. helyezés, bronzérem
- Nádor Benedek (Budapesti Fazekas Mihály Gyak. Ált. Iskola és Gimnázium, 11. o.), 27 pont, 187-213. helyezés, bronzérem
- Molnár-Szabó Vilmos (Budapesti Fazekas Mihály Gyak. Ált. Iskola és Gimnázium, 11. o.), 25 pont, 230-246. helyezés, bronzérem
- Terjék András József (Budapesti Fazekas Mihály Gyak. Ált. Iskola és Gimnázium, 12. o.), 25 pont, 230-246. helyezés, bronzérem
- Németh Márton Tamás (Budapesti Fazekas Mihály Gyak. Ált. Iskola és Gimnázium, 11. o.), 23 pont, 269-285. helyezés, bronzérem

62. Szentpétervár, Oroszország (2021) – 619 versenyző
- Várkonyi Zsombor (Budapesti Fazekas Mihály Gyak. Ált. Iskola és Gimnázium, 12. o.), 22 pont, 63-104. helyezés, ezüstérem
- Füredi Erik (Budapesti Fazekas Mihály Gyak. Ált. Iskola és Gimnázium, 12. o.), 18 pont, 156-163. helyezés, bronzérem
- Kovács Tamás (Budapesti Fazekas Mihály Gyak. Ált. Iskola és Gimnázium, 11. o.), 18 pont, 156-163. helyezés, bronzérem
- Szabó Kornél György (Budapesti Fazekas Mihály Gyak. Ált. Iskola és Gimnázium, 12. o.), 16 pont, 167-179. helyezés, bronzérem
- Fleiner Zsigmond (Budapesti Fazekas Mihály Gyak. Ált. Iskola és Gimnázium, 11. o.), 14 pont, 218-267. helyezés, bronzérem
- Velich Nóra Zoé (Budapesti Fazekas Mihály Gyak. Ált. Iskola és Gimnázium, 12. o.), 13 pont, 268-289. helyezés, bronzérem

61. Szentpétervár, Oroszország (2020) – 616 versenyző
- Tóth Balázs (Budapesti Fazekas Mihály Gyak. Ált. Iskola és Gimnázium, 12. o.), 36 pont, 4-18. helyezés, aranyérem
- Weisz Máté Barnabás (Szeged, Radnóti Miklós Kísérleti Gimnázium, 12. o.), 33 pont, 22-33. helyezés, aranyérem
- Beke Csongor (Budapest, Veres Péter Gimnázium, 12. o.), 32 pont, 34-42. helyezés, aranyérem
- Gyimesi Péter (Budapest, Veres Péter Gimnázium, 12. o.), 22 pont, 181-205. helyezés, bronzérem
- Kocsis Anett (Budapesti Fazekas Mihály Gyak. Ált. Iskola és Gimnázium, 12. o.), 22 pont, 181-205. helyezés, bronzérem
- Nagy Nándor (Budapesti Fazekas Mihály Gyak. Ált. Iskola és Gimnázium, 12. o.), 15 pont, 294-316. helyezés, bronzérem

60. Bath, Egyesült Királyság (2019) – 621 versenyző
- Haiman Milán (New York, Stuyvesant High School, 12. o.), 40 pont, 8-9. helyezés, aranyérem
- Zsigri Bálint (Budapest, Szent István Gimnázium, 12. o.), 28 pont, 65-100. helyezés, ezüstérem
- Schrettner Jakab (Szeged, Radnóti Miklós Kísérleti Gimnázium, 12. o.), 27 pont, 101-121. helyezés, ezüstérem
- Matolcsi Dávid (Budapesti Fazekas Mihály Gyakorló Ált. Iskola és Gimnázium, 12, o.), 25 pont, 132-142. helyezés, ezüstérem
- Szabó Kristóf (Budapesti Fazekas Mihály Gyakorló Ált. Iskola és Gimnázium, 12. o.), 23 pont, 147-167. helyezés, bronzérem
- Nagy Nándor (Budapesti Fazekas Mihály Gyakorló Ált. Iskola és Gimnázium, 11. o.), 22 pont, 168-213. helyezés, bronzérem

59. Kolozsvár, Románia (2018) – 594 versenyző
- Bukva Balázs (Budapesti Fazekas Mihály Gyakorló Ált. Iskola és Gimnázium, 12. o.), 29 pont, 61-86. helyezés, ezüstérem
- Gáspár Attila (Miskolc, Földes Ferenc Gimnázium, 12. o.), 29 pont, 61-86. helyezés, ezüstérem
- Imolay András (Budapesti Fazekas Mihály Gyakorló Ált. Iskola és Gimnázium, 12. o.), 28 pont, 87-110. helyezés, ezüstérem
- Janzer Orsolya Lili (Budapesti Fazekas Mihály Gyakorló Ált. Iskola és Gimnázium, 12. o.), 26 pont, 122-130. helyezés, ezüstérem
- Egri Máté (Szombathely, Bolyai János Gyakorló Ált. Iskola és Gimnázium, 12. o.), 24 pont, 147-156. helyezés, bronzérem
- Matolcsi Dávid (Budapesti Fazekas Mihály Gyakorló Ált. Iskola és Gimnázium, 11. o.), 21 pont, 193-203. helyezés, bronzérem

58. Rio de Janeiro, Brazília (2017) – 615 versenyző
- Borbényi Márton (Kaposvár, Táncsics Mihály Gimnázium, 12. o.), 25 pont, 36-48. helyezés, aranyérem
- Gáspár Attila (Miskolc, Földes Ferenc Gimnázium, 11. o.), 25 pont, 36-48. helyezés, aranyérem
- Williams Kada (Szeged, Radnóti Miklós Kísérleti Gimnázium, 12. o.), 22 pont, 72-81. helyezés, ezüstérem
- Baran Zsuzsanna (Debrecen, Fazekas Mihály Gimnázium, 12. o.), 18 pont, 139-187. helyezés, bronzérem
- Kovács Benedek (Budapesti Fazekas Mihály Gyakorló Ált. Iskola és Gimnázium, 12. o.), 13 pont, 390-415. helyezés, dicséret
- Matolcsi Dávid (Budapesti Fazekas Mihály Gyakorló Ált. Iskola és Gimnázium, 10. o.), 12 pont, 416-441. helyezés

57. Hongkong, Hongkong (2016) – 602 versenyző
- Gáspár Attila (Miskolc, Földes Ferenc Gimnázium, 10. o.), 35 pont, 12-16. helyezés, aranyérem
- Lajkó Kálmán (Szeged, Radnóti Miklós Kísérleti Gimnázium, 11. o.), 25 pont, 78-93. helyezés, ezüstérem
- Nagy Kartal (Budapesti Fazekas Mihály Gyakorló Ált. Iskola és Gimnázium, 12. o.), 24 pont, 94-113. helyezés, ezüstérem
- Szabó Barnabás (Budapesti Fazekas Mihály Gyakorló Ált. Iskola és Gimnázium, 12. o.), 23 pont, 114-136. helyezés, ezüstérem
- Baran Zsuzsanna (Debrecen, Fazekas Mihály Gimnázium, 11. o.), 20 pont, 169-183. helyezés, bronzérem
- Williams Kada (Szeged, Radnóti Miklós Kísérleti Gimnázium, 11. o.), 18 pont, 206-223. helyezés, bronzérem

56. Csiangmaj, Thaiföld (2015) – 577 versenyző
- Williams Kada (Szeged, Radnóti Miklós Kísérleti Gimnázium, 10. o.), 25 pont, 40-54. helyezés, ezüstérem
- Szabó Barnabás (Budapesti Fazekas Mihály Gyakorló Ált. Iskola és Gimnázium, 11. o.), 22 pont, 76-87. helyezés, ezüstérem
- Fehér Zsombor (Budapesti Fazekas Mihály Gyakorló Ált. Iskola és Gimnázium, 12. o.), 21 pont, 88-100. helyezés, ezüstérem
- Janzer Barnabás (Budapesti Fazekas Mihály Gyakorló Ált. Iskola és Gimnázium, 12. o.), 16 pont, 183-216. helyezés, bronzérem
- Baran Zsuzsanna (Debrecen, Fazekas Mihály Gimnázium, 10. o.), 15 pont, 217-256. helyezés, bronzérem
- Di Giovanni Márk (Győr, Révai Miklós Gimnázium, 12. o.), 14 pont, 257-282. helyezés, bronzérem

55. Fokváros, Dél-afrikai Köztársaság (2014) – 560 versenyző
- Fehér Zsombor (Budapesti Fazekas Mihály Gyakorló Ált. Iskola és Gimnázium, 11. o.), 35 pont, 15-24. helyezés, aranyérem
- Di Giovanni Márk (Győr, Révai Miklós Gimnázium, 11. o.), 27 pont, 69-82. helyezés, ezüstérem
- Ágoston Péter (Budapesti Fazekas Mihály Gyakorló Ált. Iskola és Gimnázium, 12. o.), 26 pont, 83-94. helyezés, ezüstérem
- Homonnay Bálint (Budapesti Fazekas Mihály Gyakorló Ált. Iskola és Gimnázium, 12. o.), 23 pont, 109-123. helyezés, ezüstérem
- Janzer Barnabás (Budapesti Fazekas Mihály Gyakorló Ált. Iskola és Gimnázium, 11. o.), 22 pont, 124-162. helyezés, ezüstérem
- Maga Balázs (Budapesti Fazekas Mihály Gyakorló Ált. Iskola és Gimnázium, 12. o.), 20 pont, 200-220. helyezés, bronzérem

54. Santa Marta, Kolumbia (2013) – 527 versenyző
- Janzer Olivér (Budapesti Fazekas Mihály Gyakorló Ált. Iskola és Gimnázium, 12. o.), 28 pont, 61-100. helyezés, ezüstérem
- Szabó Attila (Pécs, Leőwey Klára Gimnázium, 12. o.), 24 pont, 131-137. helyezés, ezüstérem
- Nagy Róbert (Budapesti Fazekas Mihály Gyakorló Ált. Iskola és Gimnázium, 12. o.), 23 pont, 138-150. helyezés, bronzérem
- Tardos Jakab (Budapesti Fazekas Mihály Gyakorló Ált. Iskola és Gimnázium, 12. o.), 22 pont, 151-162. helyezés, bronzérem
- Havasi Márton (Budapesti Fazekas Mihály Gyakorló Ált. Iskola és Gimnázium, 12. o.), 21 pont, 163-179. helyezés, bronzérem
- Fehér Zsombor (Budapesti Fazekas Mihály Gyakorló Ált. Iskola és Gimnázium, 10. o.), 16 pont, 234-249. helyezés, bronzérem

53. Mar del Plata, Argentína (2012) – 547 versenyző
- Janzer Olivér (Budapest, Fazekas Mihály Fővárosi Gyakorló Gimnázium, 11. o.), 27 pont, 52-60. helyezés, ezüstérem
- Ágoston Tamás (Budapest, Fazekas Mihály Fővárosi Gyakorló Gimnázium, 12. o.), 22 pont, 96-111. helyezés, ezüstérem
- Nagy Róbert (Budapest, Fazekas Mihály Fővárosi Gyakorló Gimnázium, 11. o.), 14 pont, 254-276. helyezés, bronzérem
- Ódor Gergely (Budapest, Fazekas Mihály Fővárosi Gyakorló Gimnázium, 12. o.), 11 pont, 316-349. helyezés, dicséret
- Strenner Péter (Székesfehérvár, Teleki Blanka Gimnázium, 12. o.), 11 pont, 316-349. helyezés, dicséret
- Sándor András (Budapest, Fazekas Mihály Fővárosi Gyakorló Gimnázium, 12. o.), 8 pont, 398-424. helyezés, dicséret

52. Amszterdam, Hollandia (2011) – 563 versenyző
- Dankovics Attila (Budapest, Veres Péter Gimnázium, 12. o.), 23 pont, 83-112. helyezés, ezüstérem
- Nagy Donát (Szeged, Radnóti Miklós Kísérleti Gimnázium, 12. o.), 23 pont, 83-112. helyezés, ezüstérem
- Nagy János (Budapest, Veres Péter Gimnázium, 12. o.), 19 pont, 186-201. helyezés, bronzérem
- Janzer Olivér (Budapest, Fazekas Mihály Fővárosi Gyakorló Gimnázium, 10. o.), 18 pont, 202-221. helyezés, bronzérem
- Kalina Kende (Budapest, Fazekas Mihály Fővárosi Gyakorló Gimnázium, 12. o.), 18 pont, 202-221. helyezés, bronzérem
- Damásdi Gábor (Kecskemét, Katona József Gimnázium, 12. o.), 15 pont, 282-302. helyezés, dicséret

51. Asztana, Kazahsztán (2010) – 522 versenyző
- Nagy Donát (Szeged, Radnóti Miklós Kísérleti Gimnázium, 11. o.), 29 pont, 18-26. helyezés, aranyérem
- Nagy János (Budapest, Fazekas Mihály Fővárosi Gyakorló Gimnázium, 11. o.), 28 pont, 27-41. helyezés, aranyérem
- Éles András (Debrecen, Fazekas Mihály Gimnázium, 12. o.), 25 pont, 53-59. helyezés, ezüstérem
- Dankovics Attila (Budapest, Veres Péter Gimnázium, 11. o.), 21 pont, 106-150. helyezés, ezüstérem
- Bodor Bertalan (Budapest, Fazekas Mihály Fővárosi Gyakorló Gimnázium, 12. o.), 15 pont, 226-265. helyezés, bronzérem
- Mészáros András (Győr, Révai Miklós Gimnázium, 12. o.), 11 pont, 351-365. helyezés, dicséret

50. Bréma, Németország (2009) – 565 versenyző
- Tomon István (Budapest, Fazekas Mihály Fővárosi Gyakorló Gimnázium, 12. o.), 35 pont, 14-26. helyezés, aranyérem
- Nagy János (Budapest, Fazekas Mihály Fővárosi Gyakorló Gimnázium, 10. o.), 30 pont, 54-61. helyezés, ezüstérem
- Éles András (Debrecen, Fazekas Mihály Gimnázium, 11. o.), 28 pont, 83-100. helyezés, ezüstérem
- Kornis Kristóf (Budapest, Fazekas Mihály Fővárosi Gyakorló Gimnázium, 12. o.), 23 pont, 148-167. helyezés, bronzérem
- Nagy Dániel (Budapest, Fazekas Mihály Fővárosi Gyakorló Gimnázium, 12. o.), 23 pont, 148-167. helyezés, bronzérem
- Szűcs Gergely (Szeged, Radnóti Miklós Kísérleti Gimnázium, 12. o.), 18 pont, 208-219. helyezés, bronzérem

49. Madrid, Spanyolország (2008) – 535 versenyző
- Lovász László Miklós (Budapest, Fazekas Mihály Fővárosi Gyakorló Gimnázium, 12. o.), 39 pont, 4. helyezés, aranyérem
- Tomon István (Budapest, Fazekas Mihály Fővárosi Gyakorló Gimnázium, 11. o.), 37 pont, 5-7. helyezés, aranyérem
- Eisenberger András (Budapest, Fazekas Mihály Fővárosi Gyakorló Gimnázium, 12. o.), 26 pont, 78-91. helyezés, ezüstérem
- Kiss Viktor (Budapest, Fazekas Mihály Fővárosi Gyakorló Gimnázium, 12. o.), 22 pont, 127-147. helyezés, ezüstérem
- Korándi Dániel (Budapest, Fazekas Mihály Fővárosi Gyakorló Gimnázium, 12. o.), 22 pont, 127-147. helyezés, ezüstérem
- Kornis Kristóf (Budapest, Fazekas Mihály Fővárosi Gyakorló Gimnázium, 11. o.), 19 pont, 170-185. helyezés, bronzérem

48. Hanoi, Vietnam (2007) – 520 versenyző
- Korándi Dániel (Budapest, Fazekas Mihály Fővárosi Gyakorló Gimnázium, 11. o.), 27 pont, 55-59. helyezés, ezüstérem
- Gyenizse Gergő (Kiskunhalas, Szilády Áron Református Gimnázium, 12. o.), 26 pont, 60-64. helyezés, ezüstérem
- Nagy Csaba (Budapest, Fazekas Mihály Fővárosi Gyakorló Gimnázium, 12. o.), 22 pont, 93-109. helyezés, ezüstérem
- Hujter Bálint (Budapest, Fazekas Mihály Fővárosi Gyakorló Gimnázium, 12. o.), 21 pont, 110-122. helyezés, ezüstérem
- Lovász László Miklós (Budapest, Fazekas Mihály Fővárosi Gyakorló Gimnázium, 11. o.), 21 pont, 110-122. helyezés, ezüstérem
- Szűcs Gábor (Miskolc, Földes Ferenc Gimnázium, 12. o.), 12 pont, 266-292. helyezés, dicséret

47. Ljubljana, Szlovénia (2006) – 498 versenyző
- Kis Gergely (Budapest, Fazekas Mihály Fővárosi Gyakorló Gimnázium, 12. o.), 24 pont, 52-59. helyezés, ezüstérem
- Jankó Zsuzsanna (Szeged, Radnóti Miklós Kísérleti Gimnázium, 12. o.), 23 pont, 60-75. helyezés, ezüstérem
- Erdélyi Márton (Budapest, Fazekas Mihály Fővárosi Gyakorló Gimnázium, 12. o.), 22 pont, 76-97. helyezés, ezüstérem
- Nagy Csaba (Budapest, Fazekas Mihály Fővárosi Gyakorló Gimnázium, 11. o.), 19 pont, 117-131. helyezés, ezüstérem
- Paulin Roland (Budapest, Fazekas Mihály Fővárosi Gyakorló Gimnázium, 12. o.), 19 pont, 117-131. helyezés, ezüstérem
- Tomon István (Budapest, Fazekas Mihály Fővárosi Gyakorló Gimnázium, 9. o.), 15 pont, 189-253. helyezés, bronzérem

46. Mérida, Mexikó (2005) – 513 versenyző
- Paulin Roland (Budapest, Fazekas Mihály Fővárosi Gyakorló Gimnázium, 11. o.), 38 pont, 21-22. helyezés, aranyérem
- Strenner Balázs (Székesfehérvár, Teleki Blanka Gimnázium, 12. o.), 35 pont, 35-42. helyezés, aranyérem
- Jankó Zsuzsanna (Szeged, Radnóti Miklós Kísérleti Gimnázium, 11. o.), 34 pont, 43-45. helyezés, ezüstérem
- Steller Gábor (Budapest, Radnóti Miklós Gimnázium, 12. o.), 28 pont, 72-88. helyezés, ezüstérem
- Erdélyi Márton (Budapest, Fazekas Mihály Fővárosi Gyakorló Gimnázium, 11. o.), 27 pont, 89-92. helyezés, ezüstérem
- Mánfay Máté (Budapest, Fazekas Mihály Fővárosi Gyakorló Gimnázium, 12. o.), 19 pont, 144-155. helyezés, bronzérem

45. Athén, Görögország (2004) – 486 versenyző
- Rácz Béla András (Budapest, Fazekas Mihály Fővárosi Gyakorló Gimnázium, 12. o.), 42 pont, 1-4. helyezés, aranyérem
- Pach Péter Pál (Budapest, Fazekas Mihály Fővárosi Gyakorló Gimnázium, 12. o.), 35 pont, 20-27. helyezés, aranyérem
- Hubai Tamás (Budapest, Fazekas Mihály Fővárosi Gyakorló Gimnázium, 12. o.), 31 pont, 46-57. helyezés, ezüstérem
- Kocsis Albert Tihamér (Budapest, Fazekas Mihály Fővárosi Gyakorló Gimnázium, 12. o.), 29 pont, 65-73. helyezés, ezüstérem
- Paulin Roland (Budapest, Fazekas Mihály Fővárosi Gyakorló Gimnázium, 10. o.), 28 pont, 74-80. helyezés, ezüstérem
- Egri Attila (Hajdúszoboszló, Hőgyes Endre Gimnázium és Szakközépiskola, 12. o.), 22 pont, 143-158. helyezés, bronzérem

44. Tokió, Japán (2003) – 457 versenyző
- Rácz Béla András (Budapest, Fazekas Mihály Fővárosi Gyakorló Gimnázium, 11. o.), 29 pont, 29-37. helyezés, aranyérem
- Kiss Demeter (Budapest, Fazekas Mihály Fővárosi Gyakorló Gimnázium, 12. o.), 27 pont, 46-47. helyezés, ezüstérem
- Pach Péter Pál (Budapest, Fazekas Mihály Fővárosi Gyakorló Gimnázium, 11. o.), 23 pont, 59-68. helyezés, ezüstérem
- Csóka Endre (Debrecen, Fazekas Mihály Gimnázium, 12. o.), 22 pont, 69-82. helyezés, ezüstérem
- Kocsis Albert Tihamér (Budapest, Fazekas Mihály Fővárosi Gyakorló Gimnázium, 11. o.), 16 pont, 138-162. helyezés, bronzérem
- Nagy Zoltán Lóránt (Budapest, Fazekas Mihály Fővárosi Gyakorló Gimnázium, 12. o.), 11 pont, 231-246. helyezés, dicséret

43. Glasgow, Egyesült Királyság (2002) – 479 versenyző
- Rácz Béla András (Budapest, Fazekas Mihály Fővárosi Gyakorló Gimnázium, 10. o.), 32 pont, 15-18. helyezés, aranyérem
- Csóka Endre (Debrecen, Fazekas Mihály Gimnázium, 11. o.), 26 pont, 64-77. helyezés, ezüstérem
- Csikvári Péter (Budapest, Fazekas Mihály Fővárosi Gyakorló Gimnázium, 12. o.), 23 pont, 99-112. helyezés, ezüstérem
- Kovács Erika Renáta (Budapest, Fazekas Mihály Fővárosi Gyakorló Gimnázium, 12. o.), 22 pont, 113-132. helyezés, bronzérem
- Harangi Viktor (Budapest, Fazekas Mihály Fővárosi Gyakorló Gimnázium, 12. o.), 21 pont, 133-144. helyezés, bronzérem
- Gerencsér Balázs (Budapest, Fazekas Mihály Fővárosi Gyakorló Gimnázium, 12. o.), 18 pont, 168-176. helyezés, bronzérem

42. Washington, Amerikai Egyesült Államok (2001) – 473 versenyző
- Harangi Viktor (Budapest, Fazekas Mihály Gyakorlógimnázium, 11. o.), 22 pont, 87-96. helyezés, ezüstérem
- Csóka Endre (Debrecen, Fazekas Mihály Gimnázium, 10. o.), 21 pont, 97-107. helyezés, ezüstérem
- Kovács Erika Renáta (Budapest, Fazekas Mihály Gyakorlógimnázium, 11. o.), 19 pont, 121-126. helyezés, bronzérem
- Vörös László (Győr, Révai Miklós Gimnázium, 12. o.), 19 pont, 121-126. helyezés, bronzérem
- Csikvári Péter (Budapest, Fazekas Mihály Gyakorlógimnázium, 11. o.), 14 pont, 181-198. helyezés, bronzérem
- Horváth Illés (Budapest, Fazekas Mihály Gyakorlógimnázium, 11. o.), 9 pont, 262-276. helyezés

41. Tedzson, Dél-Korea (2000) – 461 versenyző
- Gyenes Zoltán (Budapest, Apáczai Csere János Gyakorlógimnázium, 12. o.), 33 pont, 20-24. helyezés, aranyérem
- Pálvölgyi Dömötör (Budapest, Fazekas Mihály Gyakorlógimnázium, 12. o.), 28 pont, 45-51. helyezés, ezüstérem
- Zábrádi Gergely (Győr, Révai Miklós Gimnázium, 12. o.), 25 pont, 63-67. helyezés, ezüstérem
- Győri Nikolett (Budapest, Fazekas Mihály Gyakorlógimnázium, 12. o.), 24 pont, 68-78. helyezés, ezüstérem
- Vizer Máté (Budapest, Fazekas Mihály Gyakorlógimnázium, 12. o.), 24 pont, 68-78. helyezés, ezüstérem
- Harangi Viktor (Budapest, Fazekas Mihály Gyakorlógimnázium, 10. o.), 22 pont, 89-99. helyezés, ezüstérem

40. Bukarest, Románia (1999) – 450 versenyző
- Terpai Tamás (Budapest, Fazekas Mihály Gyakorlógimnázium, 12. o.), 39 pont, 1-3. helyezés, első díj
- Lukács László (Miskolc, Földes Ferenc Gimnázium, 12. o.), 27 pont, 39-44. helyezés, második díj
- Zábrádi Gergely (Győr, Révai Miklós Gimnázium, 11. o.), 26 pont,  45-53. helyezés, második díj
- Devecsery András (Budapest, Fazekas Mihály Gyakorlógimnázium, 12. o.), 21 pont, 78-84. helyezés, második díj
- Kiss Gergely (Budapest, Fazekas Mihály Gyakorlógimnázium, 11. o.), 19 pont, 95-108. helyezés, második díj
- Gyenes Zoltán (Budapest, Apáczai Csere János Gyakorlógimnázium, 11. o.), 15 pont, 138-158. helyezés, harmadik díj

39. Tajpej, Tajvan (1998) – 419 versenyző
- Lippner Gábor (Budapest, Fazekas Mihály Gyakorlógimnázium, IV. o.), 39 pont, 4-6. helyezés, első díj
- Terpai Tamás (Budapest, Fazekas Mihály Gyakorlógimnázium, III. o.), 33 pont, 21-25. helyezés, első díj
- Gyenes Zoltán (Budapest, Apáczai Csere János Gyakorlógimnázium, II. o.), 31 pont, 29-37. helyezés, első díj
- Lukács László (Miskolc, Földes Ferenc Gimnázium, III. o.), 31 pont, 29-37. helyezés, első díj
- Zubcsek Péter Pál (Budapest, Fazekas Mihály Gyakorlógimnázium, IV. o.), 27 pont, 67-72. helyezés, második díj
- Kun Gábor (Budapest, Piarista Gimnázium, IV. o.), 25 pont, 86-94. helyezés, második díj

38. Mar del Plata, Argentína (1997) – 460 versenyző
- Frenkel Péter (Budapest, Fazekas Mihály Gyakorlógimnázium, IV. o.), 41 pont, 5-6. helyezés, első díj
- Pap Gyula (Debrecen, Fazekas Mihály Gimnázium, IV. o.), 41 pont, 5-6. helyezés, első díj
- Terpai Tamás (Budapest, Fazekas Mihály Gyakorlógimnázium, II. o.), 40 pont, 7-10. helyezés, első díj
- Lippner Gábor (Budapest, Fazekas Mihály Gyakorlógimnázium, III. o.), 36 pont, 28-31. helyezés, első díj
- Szabó Jácint (Győr, Révai Miklós Gimnázium, IV. o.), 33 pont, 44-49. helyezés, második díj
- Lukács László (Miskolc, Földes Ferenc Gimnázium, II. o.), 28 pont, 79-85. helyezés, második díj

37. Mumbai, India (1996) – 424 versenyző
- Burcsi Péter (Pápa, Türr István Gimnázium, IV. o.), 36 pont, 7-10. helyezés, első díj
- Frenkel Péter (Budapest, Fazekas Mihály Gyakorlógimnázium, III. o.), 35 pont, 11-12. helyezés, első díj
- Pap Gyula (Debrecen, Fazekas Mihály Gimnázium, III. o.), 30 pont, 25-31. helyezés, első díj
- Braun Gábor (Budapest, Szt. István Gimnázium, III. o.), 27 pont, 36-45. helyezés, második díj
- Bárász Mihály (Budapest, Fazekas Mihály Gyakorlógimnázium, IV. o.), 26 pont, 46-49. helyezés, második díj
- Gyarmati Katalin (Budapest, Fazekas Mihály Gyakorlógimnázium, IV. o.), 13 pont, 164-179. helyezés, harmadik díj

36. Torontó, Kanada (1995) – 412 versenyző
- Bárász Mihály (Budapest, Fazekas Mihály Gyakorlógimnázium, III. o.), 42 pont, 1-14. helyezés, első díj
- Burcsi Péter (Pápa, Türr István Gimnázium, III. o.), 42 pont, 1-14. helyezés, első díj
- Koblinger Egmont (Budapest, Fazekas Mihály Gyakorlógimnázium, IV. o.), 42 pont, 1-14. helyezés, első díj
- Németh Zoltán (Budapest, Fazekas Mihály Gyakorlógimnázium, IV. o.), 29 pont, 90-101. helyezés, második díj
- Szádeczky-Kardoss Szabolcs (Budapest, Fazekas Mihály Gyakorlógimnázium, IV. o.), 28 pont, 102-113. helyezés, harmadik díj
- Valkó Benedek (Budapest, Fazekas Mihály Gyakorlógimnázium, IV. o.), 27 pont, 114-131. helyezés, harmadik díj

35. Hongkong (1994) – 385 versenyző
- Szeidl Ádám (Miskolc, Földes Ferenc Gimnázium, IV. o.), 42 pont, 1-22. helyezés, első díj
- Csörnyei Marianna (Budapest, Fazekas Mihály Gyakorlógimnázium, IV. o.), 39 pont, 31-33. helyezés, második díj
- Futó Gábor (Budapest, Fazekas Mihály Gyakorlógimnázium, IV. o.), 39 pont, 31-33. helyezés, második díj
- Koblinger Egmont (Budapest, Fazekas Mihály Gyakorlógimnázium, III. o.), 36 pont, 44-48. helyezés, második díj
- Párniczky Benedek (Budapest, Fazekas Mihály Gyakorlógimnázium, IV. o.), 33 pont, 67-73. helyezés, második díj
- Szádeczky-Kardoss Szabolcs (Budapest, Fazekas Mihály Gyakorlógimnázium, III. o.), 32 pont, 74-77. helyezés, második díj

34. Isztambul, Törökország (1993) – 413 versenyző
- Csörnyei Marianna (Budapest, Fazekas Mihály Gyakorlógimnázium, III. o.), 33 pont, 14-18. helyezés, első díj
- Faragó Gergely (Budapest, Fazekas Mihály Gyakorlógimnázium, IV. o.), 32 pont, 19-24. helyezés, első díj
- Futó Gábor (Budapest, Fazekas Mihály Gyakorlógimnázium, III. o.), 32 pont, 19-24. helyezés, első díj
- Szeidl Ádám (Miskolc, Földes Ferenc Gimnázium, III. o.), 22 pont, 73-82. helyezés, második díj
- Marx Gábor (Budapest, Szt. István Gimnázium, IV. o.), 12 pont, 176-187. helyezés, harmadik díj
- Németh Ákos (Budapest, Fazekas Mihály Gyakorlógimnázium, III. o.), 12 pont, 176-187. helyezés, harmadik díj

33. Moszkva, Oroszország (1992) – 322 versenyző
- Pór Attila (Budapest, Fazekas Mihály Gyakorlógimnázium, IV. o.), 32 pont, 22-26. helyezés, első díj
- Ujváry-Menyhárt Zoltán (Budapest, Fazekas Mihály Gyakorlógimnázium, IV. o.), 30 pont, 32-38. helyezés, második díj
- Szendrői Balázs (Budapest, Fazekas Mihály Gyakorlógimnázium, IV. o.), 25 pont, 65-72. helyezés, második díj
- Lakos Gyula (Budapest, Fazekas Mihály Gyakorlógimnázium, IV. o.), 24 pont, 73-82. helyezés, második díj
- Faragó Gergely (Budapest, Fazekas Mihály Gyakorlógimnázium, III. o.), 20 pont, 100-107. helyezés, harmadik díj
- Kálmán Tamás (Budapest, Fazekas Mihály Gyakorlógimnázium, III. o.), 11 pont, 180-191. helyezés

32. Sigtuna, Svédország (1991) – 318 versenyző
- Lakos Gyula (Budapest, Fazekas Mihály Gyakorlógimnázium, III. o.), 42 pont, 1-9. helyezés, első díj
- Ujváry-Menyhárt Zoltán (Budapest, Fazekas Mihály Gyakorlógimnázium, III. o.), 41 pont, 10-13. helyezés, első díj
- Harcos Gergely (Budapest, Apáczai Csere János Gyakorlógimnázium, IV. o.), 35 pont, 47-53. helyezés, második díj
- Szendrői Balázs (Budapest, Fazekas Mihály Gyakorlógimnázium, III. o.), 35 pont, 47-53. helyezés, második díj
- Matolcsi Máté (Budapest, Fazekas Mihály Gyakorlógimnázium, III. o.), 33 pont, 58-60. helyezés, második díj
- Kőszegi Botond (Budapest, Fazekas Mihály Gyakorlógimnázium, III. o.), 23 pont, 117-125. helyezés, harmadik díj

31. Peking, Kína (1990) – 308 versenyző
- Lakos Gyula (Budapest, Fazekas Mihály Gyakorlógimnázium, II. o.), 34 pont, 21-23. helyezés, első díj
- Csirik János (Szeged, Ságvári Endre Gyakorlógimnázium, IV. o.), 33 pont, 24-28. helyezés, második díj
- Balogh József (Szeged, Ságvári Endre Gyakorlógimnázium, IV. o.), 29 pont, 37-43. helyezés, második díj
- Hausel Tamás (Budapest, Fazekas Mihály Gyakorlógimnázium, IV. o.), 24 pont, 63-70. helyezés, második díj
- Kondacs Attila (Budapest, Árpád Gimnázium, IV. o.), 22 pont, 80-89. helyezés, harmadik díj
- Harcos Gergely (Budapest, Apáczai Csere János Gyakorlógimnázium, III. o.), 20 pont, 96-105. helyezés, harmadik díj

30. Braunschweig, Német Szövetségi Köztársaság (1989) – 291 versenyző
- Benczúr Péter (Budapest, Fazekas Mihály Gyakorlógimnázium, III. o.), 37 pont, 21-27. helyezés, második díj
- Balogh József (Szeged, Ságvári Endre Gyakorlógimnázium, III. o.), 34 pont, 41-47. helyezés, második díj
- Fleiner Tamás (Budapest, Fazekas Mihály Gyakorlógimnázium, IV. o.), 34 pont, 41-47. helyezés, második díj
- Pásztor Gábor (Miskolc, Földes Ferenc Gimnázium, IV. o.), 30 pont, 71-75. helyezés, második díj
- Csirik János (Szeged, Ságvári Endre Gyakorlógimnázium, III. o.), 23 pont, 108-113. helyezés, harmadik díj
- Sustik Mátyás (Budapest, Fazekas Mihály Gyakorlógimnázium, IV. o.), 17 pont, 148-161. helyezés, dicséret

29. Canberra, Ausztrália (1988) – 268 versenyző
- Keleti Tamás (Budapest, Fazekas Mihály Gyakorlógimnázium, IV. o.), 26 pont, 47-51. helyezés, második díj
- Drasny Gábor (Budapest, Fazekas Mihály Gyakorlógimnázium, IV. o.), 23 pont, 60-65. helyezés, második díj
- Sustik Mátyás (Budapest, Fazekas Mihály Gyakorlógimnázium, III. o.), 21 pont, 73-81. helyezés, harmadik díj
- Beke Tibor (Montezuma, Armand Hammer United World College, IV. o.), 20 pont, 82-86. helyezés, harmadik díj
- Biró András (Budapest, Fazekas Mihály Gyakorlógimnázium, III. o.) 11 pont, 150-165. helyezés, dicséret
- Csirik János (Szeged, Ságvári Endre Gyakorlógimnázium, II. o.), 8 pont, 185-194. helyezés

28. Havanna, Kuba (1987) – 237 versenyző
- Benczúr András (Budapest, Fazekas Mihály Gyakorlógimnázium, IV. o.), 40 pont, 28-32. helyezés, második díj
- Cynolter Gábor (Budapest, Fazekas Mihály Gyakorlógimnázium, IV. o.), 39 pont, 33-35. helyezés, második díj
- Keleti Tamás (Budapest, Fazekas Mihály Gyakorlógimnázium, III. o.), 37 pont, 40-43. helyezés, második díj
- Rimányi Richárd (Győr, Révai Miklós Gimnázium, IV. o.), 37 pont, 40-43. helyezés, második díj
- Beke Tibor (Nagyatád, Ady Endre Gimnázium, III. o.), 35 pont, 45-50. helyezés, második díj
- Lipták László (Szeged, Ságvári Endre Gyakorlógimnázium, IV. o.), 30 pont, 69-71. helyezés, harmadik díj

27. Varsó, Lengyelország (1986) – 210 versenyző
- Kós Géza (Budapest, Berzsenyi Dániel Gimnázium, IV. o.), 42 pont, 1-3. helyezés, első díj
- Tóth Géza (Budapest, Fazekas Mihály Gyakorlógimnázium, IV. o.), 29 pont, 40-44. helyezés, második díj
- Lipták László (Szeged, Ságvári Endre Gyakorlógimnázium, III. o.), 28 pont, 45-50. helyezés, második díj
- Makay Géza (Szeged, Ságvári Endre Gyakorlógimnázium, IV. o.), 22 pont, 69-72. helyezés, harmadik díj
- Benczúr András (Budapest, Fazekas Mihály Gyakorlógimnázium, III. o.), 19 pont, 87-93. helyezés, harmadik díj
- Bóna Miklós (Székesfehérvár, József Attila Gimnázium, IV. o.), 11 pont, 142-150. helyezés

26. Joutsa, Finnország (1985) – 209 versenyző
- Kós Géza (Budapest, Berzsenyi Dániel Gimnázium, III. o.), 42 pont, 1-2. helyezés, első díj
- Megyesi Gábor (Szeged, Ságvári Endre Gyakorlógimnázium, IV. o.), 38 pont, 3. helyezés, első díj
- Makay Géza (Szeged, Ságvári Endre Gyakorlógimnázium, III. o.), 28 pont, 27-32. helyezés, második díj
- Bán Rita (Budapest, Fazekas Mihály Gyakorlógimnázium, IV. o.), 26 pont, 35-37. helyezés, második díj
- Bóna Miklós (Székesfehérvár, József Attila Gimnázium, III. o.), 19 pont, 60-64. helyezés, harmadik díj
- Birkás György (Siófok, Perczel Mór Gimnázium, IV. o.), 15 pont, 93-101. helyezés, harmadik díj

25. Prága, Csehszlovákia (1984) – 192 versenyző
- Mócsy Miklós (Budapest, I. István Gimnázium, IV. o.), 40 pont, 12-14. helyezés, első díj
- Megyesi Gábor (Szeged, Ságvári Endre Gyakorlógimnázium, III. o.), 37 pont, 17-19. helyezés, második díj
- Szabó Zoltán (Budapest, I. István Gimnázium, IV. o.), 35 pont, 21-24. helyezés, második díj
- Kós Géza (Budapest, Berzsenyi Dániel Gimnázium, II. o.), 34 pont, 25-28. helyezés, második díj
- Magyar Ákos (Budapest, Fazekas Mihály Gyakorlógimnázium, IV. o.), 28 pont, 39-43. helyezés, második díj
- Erdős László (Budapest, Berzsenyi Dániel Gimnázium, IV. o.), 21 pont, 69-75. helyezés, harmadik díj

24. Párizs, Franciaország (1983) – 186 versenyző
- Megyesi Gábor (Szeged, Ságvári Endre Gyakorlógimnázium, II. o.), 36 pont, 10-13. helyezés, második díj
- Hetyei Gábor (Pécs, Leőwey Klára Gimnázium, IV. o.), 32 pont, 18-21. helyezés, második díj
- Tóth Gábor (Budapest, Fazekas Mihály Gyakorlógimnázium, IV. o.), 32 pont, 18-21. helyezés, második díj
- Erdős László (Budapest, Berzsenyi Dániel Gimnázium, III. o.), 28 pont, 27-31. helyezés, második díj
- Magyar Ákos (Budapest, Fazekas Mihály Gyakorlógimnázium, III. o.), 21 pont, 58-63. helyezés, harmadik díj
- Törőcsik Jenő (Budapest, Fazekas Mihály Gyakorlógimnázium., IV. o.), 21 pont, 58-63. helyezés, harmadik díj

23. Budapest, Magyarország (1982) – 119 versenyző
- Károlyi Gyula (Budapest, Fazekas Mihály Gyakorlógimnázium, IV. o.), 36 pont, 11. helyezés, második díj
- Tardos Gábor (Budapest, Berzsenyi Dániel Gimnázium, IV. o.), 35 pont, 12-15. helyezés, második díj
- Szabó Endre (Budapest, Fazekas Mihály Gyakorlógimnázium, IV. o.), 33 pont, 19-20. helyezés, második díj
- Csákány Rita (Budapest, Fazekas Mihály Gyakorlógimnázium, IV. o.), 21 pont, 59-61. helyezés, harmadik díj

22. Washington, Amerikai Egyesült Államok (1981) – 185 versenyző
- Simonyi Gábor (Budapest, Apáczai Csere János Gyakorlógimnázium, IV. o.), 42 pont, 1-26. helyezés, első díj
- Károlyi Gyula (Budapest, Fazekas Mihály Gyakorlógimnázium, III. o.), 41 pont, 27-36. helyezés, első díj
- Szabó Endre (Budapest, Fazekas Mihály Gyakorlógimnázium, III. o.), 41 pont, 27-36. helyezés, első díj
- Tardos Gábor (Budapest, Berzsenyi Dániel Gimnázium, III. o.), 40 pont, 37-39. helyezés, második díj

21. London, Egyesült Királyság (1979) – 166 versenyző
- Hajnal Péter (Szeged, Radnóti Miklós Gimnázium, IV. o.), 34 pont, 15-21. helyezés, második díj
- Umann Gábor (Budapest, Fazekas Mihály Gyakorlógimnázium, III. o.), 34 pont, 15-21. helyezés, második díj
- Erdélyi Tamás (Budapest, Berzsenyi Dániel Gimnázium, IV. o.), 22 pont, 66-70. helyezés, harmadik díj
- Szegedy Márió (Budapest, Fazekas Mihály Gyakorlógimnázium, IV. o.), 20 pont, 77-82. helyezés, harmadik díj
- Tardos Gábor (Budapest, Berzsenyi Dániel Gimnázium, I. o.), 18 pont, 90-92. helyezés
- Nagy Gábor (Székesfehérvár, Teleki Blanka Gimnázium, IV. o.), 17 pont, 93-100. helyezés
- Bohus Géza (Budapest, Fazekas Mihály Gyakorlógimnázium, III. o.), 16 pont, 101-106. helyezés
- Kiss György (Miskolc, Földes Ferenc Gimnázium, III. o.), 15 pont, 107-110. helyezés

20. Bukarest, Románia (1978) – 132 versenyző
- Magyar versenyzők nem vettek részt.

19. Belgrád, Jugoszlávia (1977) – 155 versenyző
- Magyar Zoltán (Budapest, Jedlik Ányos Gimnázium, IV. o.), 34 pont, 10-13. helyezés, első díj
- Seress Ákos (Budapest, Fazekas Mihály Gyakorlógimnázium, IV. o.), 33 pont, 14-16. helyezés, második díj
- Knébel István (Budapest, József Attila Gimnázium, IV. o.), 31 pont, 17-18. helyezés, második díj
- Homonnay Géza (Budapest, Fazekas Mihály Gyakorlógimnázium, IV. o.), 29 pont, 22-24. helyezés, második díj
- Balázs Iván József (Budapest, Fazekas Mihály Gyakorlógimnázium, IV. o.), 23 pont, 43-44. helyezés, harmadik díj
- Bodó Zalán (Budapest, I. István Gimnázium, IV. o.), 17 pont, 73-77. helyezés, harmadik díj
- Csikós Balázs (Budapest, Fazekas Mihály Gyakorlógimnázium, III. o.), 13 pont, 97-104. helyezés
- Ivanyos Gábor (Budapest, Fazekas Mihály Gyakorlógimnázium, IV. o.), 10 pont, 115-118. helyezés, különdíj

18. Lienz, Ausztria (1976) – 139 versenyző
- Seress Ákos (Budapest, Fazekas Mihály Gyakorlógimnázium, III. o.), 26 pont, 23-25. helyezés, második díj
- Magyar Zoltán (Budapest, Jedlik Ányos Gimnázium, III. o.), 25 pont, 26-27. helyezés, második díj
- Soukup Lajos (Budapest, I. László Gimnázium, IV. o.), 23 pont, 33-37. helyezés, második díj
- Bodó Zalán (Budapest, I. István Gimnázium, III. o.), 22 pont, 38-42. helyezés, harmadik díj
- Moussong Gábor (Tatabánya, Árpád Gimnázium, IV. o.), 21 pont, 43-50. helyezés, harmadik díj
- Husvéti Tamás (Székesfehérvár, Teleki Blanka Gimnázium, IV. o.), 18 pont, 64-68. helyezés, harmadik díj
- Miklós Dezső (Budapest, Berzsenyi Dániel Gimnázium, IV. o.), 18 pont, 64-68. helyezés, harmadik díj
- Sali Attila (Budapest, Fazekas Mihály Gyakorlógimnázium, II. o.), 7 pont, 115-120. helyezés

17. Burgasz, Bulgária (1975) – 135 versenyző
- Jakab Tibor (Budapest, Berzsenyi Dániel Gimnázium, IV. o.), 37 pont, 9-12. helyezés, második díj
- Sparing László (Szombathely, Nagy Lajos Gimnázium, IV. o.), 37 pont, 9-12. helyezés, második díj
- Surján Péter (Budapest, Móricz Zsigmond Gimnázium, IV. o.), 37 pont, 9-12. helyezés, második díj
- Soukup Lajos (Budapest, I. László Gimnázium, III. o.), 35 pont, 18-20. helyezés, második díj
- Éltető László (Budapest, Berzsenyi Dániel Gimnázium, IV. o.), 34 pont, 21-26. helyezés, második díj
- Seress Ákos (Budapest, Fazekas Mihály Gyakorlógimnázium, II. o.), 28 pont, 41-47. helyezés, harmadik díj
- Bagó Balázs (Győr, Révai Miklós Gimnázium, IV. o.), 27 pont, 48-55. helyezés, harmadik díj
- Neumann Attila (Budapest, Fazekas Mihály Gyakorlógimnázium, IV. o.), 23 pont, 66-69. helyezés, harmadik díj

16. Erfurt, Német Demokratikus Köztársaság (1974) – 140 versenyző
- Kollár János (Budapest, Piarista Gimnázium, IV. o.), 40 pont, 1-6. helyezés, első díj
- Kiss Emil (Budapest, Fazekas Mihály Gyakorlógimnázium, IV. o.), 37 pont, 11-14. helyezés, második díj
- Sparing László (Szombathely, Nagy Lajos Gimnázium, III. o.), 32 pont, 26-31. helyezés, második díj
- Kertész Gábor (Budapest, I. István Gimnázium, IV. o.), 30 pont, 34. helyezés, második díj
- Simányi Nándor (Budapest, József Attila Gimnázium, IV. o.), 29 pont, 35-38. helyezés, harmadik díj és különdíj
- Prőhle Péter (Budapest, Fazekas Mihály Gyakorlógimnázium, IV. o.), 26 pont, 49-51. helyezés, harmadik díj
- Csuka Gábor (Budapest, Apáczai Csere János Gyakorlógimnázium, IV. o.), 23 pont, 63-71. helyezés, harmadik díj
- Somogyi Antal (Budapest, Móricz Zsigmond Gimnázium, IV. o.), 20 pont, 79-81. helyezés

15. Moszkva, Szovjetunió (1973) – 125 versenyző
- Kollár János (Budapest, Piarista Gimnázium, III. o.), 38 pont, 4. helyezés, első díj
- Pálfy Péter Pál (Budapest, Fazekas Mihály Gyakorlógimnázium, IV. o.), 30 pont, 11-14. helyezés, második díj
- Kiss Emil (Budapest, Fazekas Mihály Gyakorlógimnázium, III. o.), 29 pont, 15-16. helyezés, második díj
- Ablonczy Péter (Budapest, Fazekas Mihály Gyakorlógimnázium, IV. o.), 26 pont, 21-27. helyezés, harmadik díj
- Prőhle Péter (Budapest, Fazekas Mihály Gyakorlógimnázium, III. o.), 26 pont, 21-27. helyezés, harmadik díj
- Simányi Nándor (Budapest, József Attila Gimnázium, III. o.), 26 pont, 21-27. helyezés, harmadik díj
- Sparing László (Szombathely, Nagy Lajos Gimnázium, II. o.), 23 pont, 34-38. helyezés, harmadik díj
- Veres Sándor (Debrecen, Fazekas Mihály Gimnázium, III. o.), 17 pont, 66-68. helyezés, harmadik díj

14. Toruñ, Lengyelország (1972) – 107 versenyző
- Füredi Zoltán (Budapest, Móricz Zsigmond Gimnázium, IV. o.), 40 pont, 1-8. helyezés, első díj
- Komornik Vilmos (Budapest, Fazekas Mihály Gyakorlógimnázium, IV. o.), 40 pont, 1-8. helyezés, első díj
- Tuza Zsolt (Budapest, Fazekas Mihály Gyakorlógimnázium, IV. o.), 40 pont, 1-8. helyezés, első díj
- Móri Tamás (Budapest, Berzsenyi Dániel Gimnázium, IV. o.), 36 pont, 12-13. helyezés, második díj
- Pálfy Péter Pál (Budapest, Fazekas Mihály Gyakorlógimnázium, III. o.), 33 pont, 17-19. helyezés, második díj
- Kollár István (Budapest, Móricz Zsigmond Gimnázium, IV. o.), 30 pont, 23-24. helyezés, második díj
- Győri Ervin (Kaposvár, Táncsics Mihály Gimnázium, IV. o.), 25 pont, 36-37. helyezés, harmadik díj
- Kiss Emil (Budapest, Fazekas Mihály Gyakorlógimnázium, II. o.), 19 pont, 48-54. helyezés, harmadik díj

13. Zsolna, Csehszlovákia (1971) – 115 versenyző
- Ruzsa Imre (Budapest, Fazekas Mihály Gyakorlógimnázium, IV. o.), 42 pont, 1. helyezés, első díj és 2 különdíj
- Göndőcs Ferenc (Győr, Révai Miklós Gimnázium, IV. o.), 39 pont, 2. helyezés, első díj
- Komjáth Péter (Budapest, Fazekas Mihály Gyakorlógimnázium, IV. o.), 38 pont, 3-5. helyezés, első díj
- Frankl Péter (Kaposvár, Táncsics Mihály Gimnázium, IV. o.), 37 pont, 6. helyezés, első díj
- Bajmóczy Ervin (Budapest, Fazekas Mihály Gyakorlógimnázium, IV. o.), 27 pont, 10-12. helyezés, második díj
- Móri Tamás (Budapest, Berzsenyi Dániel Gimnázium, III. o.), 25 pont, 14-15. helyezés, második díj
- Füredi Zoltán (Budapest, Móricz Zsigmond Gimnázium, III. o.), 24 pont, 16-17. helyezés, második díj
- Nagy András (Budapest, Fazekas Mihály Gyakorlógimnázium, IV. o.), 23 pont, 18-19. helyezés, második díj

12. Keszthely, Magyarország (1970) – 112 versenyző
- Ruzsa Imre (Budapest, Fazekas Mihály Gyakorlógimnázium, III. o.), 40 pont, 1-3. helyezés, első díj
- Bajmóczy Ervin (Budapest, Fazekas Mihály Gyakorlógimnázium, III. o.), 39 pont, 4-6. helyezés, első díj
- Gönczi István (Miskolc, Földes Ferenc Gimnázium, IV. o.), 37 pont, 7. helyezés, első díj
- Füredi Zoltán (Budapest, Móricz Zsigmond Gimnázium, II. o.), 32 pont, 11. helyezés, második díj
- Lempert László (Budapest, Radnóti Miklós Gimnázium, IV. o.), 25 pont, 27-29. helyezés, harmadik díj
- Kóczy László (Budapest, Fazekas Mihály Gyakorlógimnázium, IV. o.), 24 pont, 30-36. helyezés, harmadik díj
- Borzsák Péter (Budapest, I. István Gimnázium, IV. o.), 20 pont, 51-54. helyezés, harmadik díj
- Szendrei Ágnes (Szeged, Ságvári Endre Gyakorlógimnázium, III. o.), 16 pont, 68-73. helyezés

11. Bukarest, Románia (1969) – 112 versenyző
- Fiala Tibor (Budapest, II. Rákóczi Ferenc Gimnázium, IV. o.), 40 pont, 1-3. helyezés, első díj
- Ruzsa Imre (Budapest, Fazekas Mihály Gyakorlógimnázium, II. o.), 37 pont, 4-5. helyezés, második díj
- Michaletzky György (Budapest, Piarista Gimnázium, IV. o.), 35 pont, 7-9. helyezés, második díj
- Csirmaz László (Budapest, I. István Gimnázium, IV. o.), 34 pont, 10-11. helyezés, második díj
- Bajmóczy Ervin (Budapest, Fazekas Mihály Gyakorlógimnázium, II. o.), 31 pont, 15-16. helyezés, második díj
- Pintz János (Budapest, Fazekas Mihály Gyakorlógimnázium, IV. o.), 25 pont, 34-39. helyezés, harmadik díj
- Lempert László (Budapest, Radnóti Miklós Gimnázium, III. o.), 24 pont, 40-44. helyezés, harmadik díj
- Soós Miklós (Budapest, Fazekas Mihály Gyakorlógimnázium. IV. o.), 21 pont, 52-57. helyezés

10. Moszkva, Szovjetunió (1968) – 96 versenyző
- Babai László (Budapest, Fazekas Mihály Gyakorlógimnázium, IV. o.), 40 pont, 1-16. helyezés, első díj és különdíj
- Csirmaz László (Budapest, I. István Gimnázium, III. o.), 40 pont, 1-16. helyezés, első díj és különdíj
- Pintz János (Budapest, Fazekas Mihály Gyakorlógimnázium, III. o.), 40 pont, 1-16. helyezés, első díj
- Lempert László (Budapest, Radnóti Miklós Gimnázium, II. o.), 38 pont, 23-27. helyezés, második díj
- Szűcs András (Budapest, Fazekas Mihály Gyakorlógimnázium, IV. o.), 38 pont, 23-27. helyezés, második díj
- Kóczy László (Budapest, Fazekas Mihály Gyakorlógimnázium, II. o.), 36 pont, 32. helyezés, második díj
- Mérő László (Budapest, Berzsenyi Dániel Gimnázium, IV. o.), 31 pont, 46. helyezés, harmadik díj
- Michaletzky György (Budapest, Piarista Gimnázium, III. o.), 28 pont, 57-60. helyezés, harmadik díj

9. Cetinje, Jugoszlávia (1967) – 99 versenyző
- Elekes György (Budapest, Fazekas Mihály Gyakorlógimnázium, IV. o.), 38 pont, 9-11. helyezés, első díj
- Surányi László (Budapest, Fazekas Mihály Gyakorlógimnázium, IV. o.), 38 pont, 9-11. helyezés, első díj
- Babai László (Budapest, Fazekas Mihály Gyakorlógimnázium, III. o.), 34 pont, 17-19. helyezés, második díj
- Hoffmann György (Budapest, Fazekas Mihály Gyakorlógimnázium, IV. o.), 33 pont, 20-21. helyezés, második díj
- Csirmaz László (Budapest, I. István Gimnázium, II. o.), 31 pont, 23. helyezés, második díj
- Szűcs András (Budapest, Fazekas Mihály Gyakorlógimnázium, III. o.), 28 pont, 28-32. helyezés, harmadik díj
- Pintz János (Budapest, Fazekas Mihály Gyakorlógimnázium, II. o.), 26 pont, 35-38. helyezés, harmadik díj
- Laborczi Zoltán (Győr, Révai Miklós Gimnázium, IV. o.), 23 pont, 43-46. helyezés, harmadik díj

8. Szófia, Bulgária (1966) – 72 versenyző
- Lovász László (Budapest, Fazekas Mihály Gyakorlógimnázium, IV. o.), 40 pont, 1-11. helyezés, első díj és különdíj
- Pelikán József (Budapest, Fazekas Mihály Gyakorlógimnázium, IV. o.), 40 pont, 1-11. helyezés, első díj és különdíj
- Pósa Lajos (Budapest, Fazekas Mihály Gyakorlógimnázium, IV. o.), 40 pont, 1-11. helyezés, első díj
- Laczkovich Miklós (Budapest, Fazekas Mihály Gyakorlógimnázium, IV. o.), 36 pont, 21-23. helyezés, második díj
- Babai László (Budapest, Fazekas Mihály Gyakorlógimnázium, II. o.), 34 pont, 27-28. helyezés, második díj és különdíj
- Surányi László (Budapest, Fazekas Mihály Gyakorlógimnázium, III. o.), 32 pont, 35-38. helyezés, harmadik díj
- Berkes István (Budapest, Fazekas Mihály Gyakorlógimnázium, IV. o.), 30 pont, 40-42. helyezés
- Elekes György (Budapest, Fazekas Mihály Gyakorlógimnázium, III. o.), 29 pont, 43-47. helyezés

7. Berlin, Német Demokratikus Köztársaság (1965) – 80 versenyző
- Lovász László (Budapest, Fazekas Mihály Gyakorlógimnázium, III. o.), 40 pont, 1-2. helyezés, első díj és különdíj
- Makai Endre (Budapest, Eötvös József gimnázium, IV. o.), 38 pont, 5-8. helyezés, első díj
- Pelikán József (Budapest, Fazekas Mihály Gyakorlógimnázium, III. o.), 38 pont, 5-8. helyezés, első díj és különdíj
- Pósa Lajos (Budapest, Fazekas Mihály Gyakorlógimnázium, III. o.), 34 pont, 10-11. helyezés, második díj
- Berkes István (Budapest, Fazekas Mihály Gyakorlógimnázium, III. o.), 31 pont, 17-18. helyezés, második díj
- Laczkovich Miklós (Budapest, Fazekas Mihály Gyakorlógimnázium, III. o.), 28 pont, 26-27. helyezés, harmadik díj
- Elekes György (Budapest, Fazekas Mihály Gyakorlógimnázium, II. o.), 27 pont, 28-29. helyezés, harmadik díj
- Szalay Sándor (Debrecen, Fazekas Mihály Gimnázium, II. o.), 8 pont, 68-70. helyezés

6. Moszkva, Szovjetunió (1964) – 72 versenyző
- Gerencsér László (Budapest, II. Rákóczi Ferenc Gimnázium, IV. o.), 41 pont, 2. helyezés, első díj
- Lovász László (Budapest, Fazekas Mihály Gyakorlógimnázium, II. o.), 39 pont, 3-6. helyezés, első díj
- Pelikán József (Budapest, Fazekas Mihály Gyakorlógimnázium, II. o.), 39 pont, 3-6. helyezés, első díj
- Berkes István (Budapest, Fazekas Mihály Gyakorlógimnázium, II. o.), 35 pont, 11. helyezés, második díj
- Makai Endre (Budapest, Eötvös József Gimnázium, III. o.), 28 pont, 29-31. helyezés, harmadik díj
- Komor Tamás (Budapest, Fazekas Mihály Gyakorlógimnázium, IV. o.), 26 pont, 36-40. helyezés
- Corradi Gábor (Győr, Benedekrendi Czuczor Gergely Gimnázium, IV. o.), 24 pont, 44-49. helyezés
- Freud Róbert (Budapest, Bolyai János Gimnázium, III. o.), 21 pont, 54-55. helyezés

5. Boroszló (Wroclaw), Lengyelország (1963) – 64 versenyző
- Lovász László (Budapest, Fazekas Mihály Gyakorlógimnázium, I. o.), 34 pont, 8-9. helyezés, második díj
- Szidarovszky Ferenc (Budapest, Fazekas Mihály Gyakorlógimnázium, IV. o.), 33 pont, 10. helyezés, második díj
- Gerencsér László (Budapest, II. Rákóczi Ferenc Gimnázium, III. o.), 32 pont, 11-12. helyezés, második díj
- Pelikán József (Budapest, Fazekas Mihály Gyakorlógimnázium, I. o.), 32 pont, 11-12. helyezés, második díj
- Fazekas Patrik (Mosonmagyaróvár, Kossuth Lajos Gimnázium, IV. o.), 29 pont, 16-17. helyezés, második díj
- Corradi Gábor (Győr, Benedekrendi Czuczor Gergely Gimnázium, III. o.), 26 pont, 22-23. helyezés, harmadik díj
- Makai Endre (Budapest, Eötvös József Gimnázium, II. o.), 25 pont, 24-25. helyezés, harmadik díj
- Máté Attila (Szeged, Radnóti Miklós Gimnázium, IV. o.), 23 pont, 26-29. helyezés, harmadik díj

4. Hluboká, Csehszlovákia (1962) – 56 versenyző
- Kéry Gerzson (Sopron, Széchenyi István Gimnázium, IV. o.), 45 pont, 2. helyezés, első díj
- Sebestyén Zoltán (Celldömölk, Berzsenyi Dániel Gimnázium, IV. o.), 41 pont, 4. helyezés, első díj
- Gálfi László (Budapest, I. István Gimnázium, IV. o.), 39 pont, 5-8. helyezés, második díj
- Kóta József (Tatabánya, Árpád Gimnázium, IV. o.), 39 pont, 5-8. helyezés, második díj
- Szidarovszky Ferenc (Budapest, Fazekas Mihály Gyakorlógimnázium, III. o.), 38 pont, 9-10. helyezés, második díj
- Benczúr András (Budapest, Fazekas Mihály Gyakorlógimnázium, IV. o.), 32 pont, 20-25. helyezés, harmadik díj
- Simonovits Miklós (Budapest, Radnóti Miklós Gimnázium, IV. o.), 32 pont, 20-25. helyezés, harmadik díj
- Gyárfás András (Budapest, Toldy Ferenc Gimnázium, III. o.), 23 pont, 36-39. helyezés

3. Veszprém, Magyarország (1961) – 48 versenyző
- Bollobás Béla (Budapest, Apáczai Csere János Gyakorlógimnázium, IV. o.), 40 pont, 1. helyezés, első díj
- Kóta József (Tatabánya, Árpád Gimnázium, III. o.), 37 pont, 3. helyezés, első díj
- Kéry Gerzson (Sopron, Széchenyi István Gimnázium, III. o.), 36 pont, 4. helyezés, második díj
- Juhász István (Budapest, Madách Imre Gimnázium, IV. o.), 34 pont, 5-7. helyezés, második díj
- Simonovits Miklós (Budapest, Radnóti Miklós Gimnázium, III. o.), 34 pont, 5-7. helyezés, második díj
- Gálfi László (Budapest, I. István Gimnázium, III. o.), 33 pont, 8-9. helyezés, harmadik díj
- Góth László (Budapest, Könyves Kálmán Gimnázium, III. o.), 29 pont, 12-14. helyezés, dicséret
- Fritz József (Mosonmagyaróvár, Kossuth Lajos Gimnázium, IV. o.), 27 pont, 17-18. helyezés, dicséret

2. Sinaia, Románia (1960) – 39 versenyző
- Mezei Ferenc (Budapest, II. Rákóczi Ferenc Gimnázium, IV. o.), 43 pont, 1-2. helyezés, első díj
- Bollobás Béla (Budapest, Apáczai Csere János Gyakorlógimnázium, III. o.), 41 pont, 3-4. helyezés, első díj
- Muszély György (Budapest, Vörösmarty Mihály Gimnázium, IV. o.), 38 pont, 6. helyezés, második díj
- Fritz József (Mosonmagyaróvár, Kossuth Lajos Gimnázium, III. o.), 37 pont, 7-8. helyezés, második díj
- Komlós János (Budapest, Apáczai Csere János Gyakorlógimnázium, IV. o.), 29 pont, 17-18. helyezés, dicséret
- Gagyi Pálffy András (Budapest, Széchenyi István Gimnázium, III. o.), 21 pont, 27-28. helyezés
- Grűner György (Mosonmagyaróvár, Kossuth Lajos Gimnázium, III. o.), 21 pont, 27-28. helyezés
- Hahn János (Szeged, Gépipari Technikum, IV. o.), 18 pont, 29. helyezés

1. Brassó, Románia (1959) – 52 versenyző
- Csanak György (Debrecen, Fazekas Mihály Gimnázium, IV. o.), 37 pont, 2-3. helyezés, első díj
- Halász Gábor (Budapest, II. Rákóczi Ferenc Gimnázium IV. o.), 36 pont, 4-6. helyezés, második díj
- Muszély György (Budapest, Vörösmarty Mihály Gimnázium, III. o.), 35 pont, 7-8. helyezés, harmadik díj
- Bollobás Béla (Budapest, Apáczai Csere János Gyakorlógimnázium, II. o.), 34 pont, 9-10. helyezés, harmadik díj
- Szász Domokos (Budapest, Eötvös József Gimnázium, IV. o.), 31 pont, 13. helyezés, dicséret
- Mezei Ferenc (Budapest, II. Rákóczi Ferenc Gimnázium, III. o.), 24 pont, 22. helyezés
- Tihanyi Ambrus (Budapest, Apáczai Csere János Gyakorlógimnázium, III. o.), 21 pont, 25-27. helyezés
- Katona Gyula (Budapest, Kandó Kálmán Híradás- és Műszeripari Technikum, IV. o.), 15 pont, 33-35. helyezés

## A magyar versenyzők eredményei nevük betűrendi sorrendjében
(Az életkor láttatása kedvéért mindenkinél megadjuk, melyik évben tették le az érettségi vizsgát. Ez egyértelműen mutatja, hogy ki hányadik osztályos volt az egyes diákolimpiákon, kivéve Máté Attila esetét, aki 2 gimnáziumi év elvégzése után engedélyt kért és kapott az érettségi vizsgára, ami sikeres is volt számára. Ezt követően az egyes versenyzők eredménye – vagy amennyiben több diákolimpián vett részt – eredményeinek a felsorolása következik. A betűk jelentése: A = első díj/aranyérem, E = második díj/ezüstérem, B = harmadik díj/bronzérem, D = dicséret, R = résztvevő. Az eredmény fokát jelölő betűk után zárójelben a megfelelő diákolimpiát sorszámmal és évszámmal is megadjuk.)
| Ablonczy Péter             | (1973) |  | eredménye(i): |  |  | B (15, 1973)                                       |
| Ágoston Péter              | (2014) |  | eredménye(i): |  |  | E (55, 2014)                                       |
| Ágoston Tamás              | (2012) |  | eredménye(i): |  |  | E (53, 2012)                                       |
| Babai László               | (1968) |  | eredménye(i): |  |  | E (8, 1966), E (9, 1967), A (10, 1968)             |
| Bagó Balázs                | (1975) |  | eredménye(i): |  |  | B (17, 1975)                                       |
| Bajmóczy Ervin             | (1971) |  | eredménye(i): |  |  | E (11, 1969), A (12, 1970), E (13, 1971)           |
| Balázs Iván József         | (1977) |  | eredménye(i): |  |  | B (19, 1977)                                       |
| Balogh József              | (1990) |  | eredménye(i): |  |  | E (30, 1989), E (31, 1990)                         |
| Bán Rita                   | (1985) |  | eredménye(i): |  |  | E (26, 1985)                                       |
| Baran Zsuzsanna            | (2017) |  | eredménye(i): |  |  | B (56, 2015), B (57, 2016), B (58, 2017)           |
| Bárász Mihály              | (1996) |  | eredménye(i): |  |  | A (36, 1995), E (37, 1996)                         |
| Beke Csongor               | (2020) |  | eredménye(i): |  |  | A (61, 2020)                                       |
| Beke Tibor                 | (1988) |  | eredménye(i): |  |  | E (28, 1987), B (29, 1988)                         |
| Benczúr András             | (1962) |  | eredménye(i): |  |  | B (4, 1962)                                        |
| Benczúr András             | (1987) |  | eredménye(i): |  |  | B (27, 1986), E (28, 1987)                         |
| Benczúr Péter              | (1990) |  | eredménye(i): |  |  | E (30, 1989)                                       |
| Berkes István              | (1966) |  | eredménye(i): |  |  | E (6, 1964), E (7, 1965), R (8, 1966)              |
| Birkás György              | (1985) |  | eredménye(i): |  |  | B (26, 1985)                                       |
| Biró András                | (1989) |  | eredménye(i): |  |  | D (29, 1988)                                       |
| Bodó Zalán                 | (1977) |  | eredménye(i): |  |  | B (18, 1976), B (19, 1977)                         |
| Bodor Bertalan             | (2010) |  | eredménye(i): |  |  | B (51, 2010)                                       |
| Bodor Mátyás               | (2026) |  | eredménye(i): |  |  | E (65, 2024), A (66, 2025)                         |
| Bohus Géza                 | (1980) |  | eredménye(i): |  |  | R (21, 1979)                                       |
| Bollobás Béla              | (1961) |  | eredménye(i): |  |  | B (1, 1959), A (2, 1960), A (3, 1961)              |
| Bóna Miklós                | (1986) |  | eredménye(i): |  |  | B (26, 1985), R (27, 1986)                         |
| Borbényi Márton            | (2017) |  | eredménye(i): |  |  | A (58, 2017)                                       |
| Borzsák Péter              | (1970) |  | eredménye(i): |  |  | B (12, 1970)                                       |
| Braun Gábor                | (1997) |  | eredménye(i): |  |  | E (37, 1996)                                       |
| Bukva Balázs               | (2018) |  | eredménye(i): |  |  | E (59, 2018)                                       |
| Burcsi Péter               | (1996) |  | eredménye(i): |  |  | A (36, 1995), A (37, 1996)                         |
| Corradi Gábor              | (1964) |  | eredménye(i): |  |  | B (5, 1963), R (6, 1964)                           |
| Cynolter Gábor             | (1987) |  | eredménye(i): |  |  | E (28, 1987)                                       |
| Csákány Rita               | (1982) |  | eredménye(i): |  |  | B (23, 1982)                                       |
| Csanak György              | (1959) |  | eredménye(i): |  |  | A (1, 1959)                                        |
| Csikós Balázs              | (1978) |  | eredménye(i): |  |  | R (19, 1977)                                       |
| Csikvári Péter             | (2002) |  | eredménye(i): |  |  | B (42, 2001), E (43, 2002)                         |
| Csirik János               | (1990) |  | eredménye(i): |  |  | R (29, 1988), B (30, 1989), E (31, 1990)           |
| Csirmaz László             | (1969) |  | eredménye(i): |  |  | E (9, 1967), A (10, 1968), E (11, 1969)            |
| Csóka Endre                | (2003) |  | eredménye(i): |  |  | E (42, 2001), E (43, 2002), E (44, 2003)           |
| Csörnyei Marianna          | (1994) |  | eredménye(i): |  |  | A (34, 1993), E (35, 1994)                         |
| Csuka Gábor                | (1974) |  | eredménye(i): |  |  | B (16, 1974)                                       |
| Czanik Pál                 | (2025) |  | eredménye(i): |  |  | E (65, 2024), E (66, 2025)                         |
| Damásdi Gábor              | (2011) |  | eredménye(i): |  |  | D (52, 2011)                                       |
| Dankovics Attila           | (2011) |  | eredménye(i): |  |  | E (51, 2010) E (52, 2011)                          |
| Devecsery András           | (1999) |  | eredménye(i): |  |  | E (40, 1999)                                       |
| Di Giovanni Márk           | (2015) |  | eredménye(i): |  |  | E (55, 2014), B (56, 2015)                         |
| Drasny Gábor               | (1988) |  | eredménye(i): |  |  | E (29, 1988)                                       |
| Egri Attila                | (2004) |  | eredménye(i): |  |  | B (45, 2004)                                       |
| Egri Máté                  | (2018) |  | eredménye(i): |  |  | B (59, 2018)                                       |
| Eisenberger András         | (2008) |  | eredménye(i): |  |  | E (49, 2008)                                       |
| Elekes György              | (1967) |  | eredménye(i): |  |  | B (7, 1965), R (8, 1966), A (9, 1967)              |
| Éles András                | (2010) |  | eredménye(i): |  |  | E (50, 2009), E (51, 2010)                         |
| Éltető László              | (1975) |  | eredménye(i): |  |  | E (17, 1975)                                       |
| Erdélyi Márton             | (2006) |  | eredménye(i): |  |  | E (46, 2005), E (47, 2006)                         |
| Erdélyi Tamás              | (1979) |  | eredménye(i): |  |  | B (21, 1979)                                       |
| Erdős László               | (1984) |  | eredménye(i): |  |  | E (24, 1983), B (25, 1984)                         |
| Faragó Gergely             | (1993) |  | eredménye(i): |  |  | B (33, 1992), A (34, 1993)                         |
| Fazekas Patrik             | (1963) |  | eredménye(i): |  |  | E (5, 1963)                                        |
| Fehér Zsombor              | (2015) |  | eredménye(i): |  |  | B (54, 2013), A (55, 2014), E (56, 2015)           |
| Fiala Tibor                | (1969) |  | eredménye(i): |  |  | A (11, 1969)                                       |
| Fleiner Tamás              | (1989) |  | eredménye(i): |  |  | E (30, 1989)                                       |
| Fleiner Zsigmond           | (2022) |  | eredménye(i): |  |  | B (62, 2021)                                       |
| Frankl Péter               | (1971) |  | eredménye(i): |  |  | A (13, 1971)                                       |
| Frenkel Péter              | (1997) |  | eredménye(i): |  |  | A (37, 1996), A (38, 1997)                         |
| Freud Róbert               | (1965) |  | eredménye(i): |  |  | R (6, 1964)                                        |
| Fritz József               | (1961) |  | eredménye(i): |  |  | E (2, 1960), D (3, 1961)                           |
| Futó Gábor                 | (1994) |  | eredménye(i): |  |  | A (34, 1993), E (35, 1994)                         |
| Fülöp Csilla               | (2023) |  | eredménye(i): |  |  | B (64, 2023)                                       |
| Füredi Erik                | (2021) |  | eredménye(i): |  |  | B (62, 2021)                                       |
| Füredi Zoltán              | (1972) |  | eredménye(i): |  |  | E (12, 1970), E (13, 1971), A (14, 1972)           |
| Gagyi Pálffy András        | (1961) |  | eredménye(i): |  |  | R (2, 1960)                                        |
| Gálfi László               | (1962) |  | eredménye(i): |  |  | B (3, 1961), E (4, 1962)                           |
| Gáspár Attila              | (2018) |  | eredménye(i): |  |  | A (57, 2016), A (58, 2017), E (59, 2018)           |
| Gerencsér Balázs           | (2002) |  | eredménye(i): |  |  | B (43, 2002)                                       |
| Gerencsér László           | (1964) |  | eredménye(i): |  |  | E (5, 1963), A (6, 1964)                           |
| Góth László                | (1962) |  | eredménye(i): |  |  | D (3, 1961)                                        |
| Gönczi István              | (1970) |  | eredménye(i): |  |  | A (12, 1970)                                       |
| Göndőcs Ferenc             | (1971) |  | eredménye(i): |  |  | A (13, 1971)                                       |
| Grűner György              | (1961) |  | eredménye(i): |  |  | R (2, 1960)                                        |
| Gyárfás András             | (1963) |  | eredménye(i): |  |  | R (4, 1962)                                        |
| Gyarmati Katalin           | (1996) |  | eredménye(i): |  |  | B (37, 1996)                                       |
| Gyenes Zoltán              | (2000) |  | eredménye(i): |  |  | A (39, 1998), B (40, 1999), A (41, 2000)           |
| Gyenizse Gergő             | (2007) |  | eredménye(i): |  |  | E (48, 2007)                                       |
| Gyimesi Péter              | (2020) |  | eredménye(i): |  |  | B (61, 2020)                                       |
| Győri Ervin                | (1972) |  | eredménye(i): |  |  | B (14, 1972)                                       |
| Győri Nikolett             | (2000) |  | eredménye(i): |  |  | E (41, 2000)                                       |
| Hahn János                 | (1960) |  | eredménye(i): |  |  | R (2, 1960)                                        |
| Haiman Milán               | (2019) |  | eredménye(i): |  |  | A (60, 2019)                                       |
| Hajnal Péter               | (1979) |  | eredménye(i): |  |  | E (21, 1979)                                       |
| Halász Gábor               | (1959) |  | eredménye(i): |  |  | E (1, 1959)                                        |
| Harangi Viktor             | (2002) |  | eredménye(i): |  |  | E (41, 2000), E (42, 2001), B (43, 2002)           |
| Harcos Gergely             | (1991) |  | eredménye(i): |  |  | B (31, 1990), E (32, 1991)                         |
| Hausel Tamás               | (1990) |  | eredménye(i): |  |  | E (31, 1990)                                       |
| Havasi Márton              | (2013) |  | eredménye(i): |  |  | B (54, 2013)                                       |
| Hetyei Gábor               | (1983) |  | eredménye(i): |  |  | E (24, 1983)                                       |
| Hoffmann György            | (1967) |  | eredménye(i): |  |  | E (9, 1967)                                        |
| Holló Martin               | (2026) |  | eredménye(i): |  |  | E (66, 2025)                                       |
| Homonnay Bálint            | (2014) |  | eredménye(i): |  |  | E (55, 2014)                                       |
| Homonnay Géza              | (1977) |  | eredménye(i): |  |  | E (19, 1977)                                       |
| Horváth Illés              | (2002) |  | eredménye(i): |  |  | R (42, 2001)                                       |
| Hubai Tamás                | (2004) |  | eredménye(i): |  |  | E (45, 2004)                                       |
| Hujter Bálint              | (2007) |  | eredménye(i): |  |  | E (48, 2007)                                       |
| Husvéti Tamás              | (1976) |  | eredménye(i): |  |  | B (18, 1976)                                       |
| Imolay András              | (2018) |  | eredménye(i): |  |  | E (59, 2018)                                       |
| Ivanyos Gábor              | (1977) |  | eredménye(i): |  |  | R (19, 1977)                                       |
| Jakab Tibor                | (1975) |  | eredménye(i): |  |  | E (17, 1975)                                       |
| Jankó Zsuzsanna            | (2006) |  | eredménye(i): |  |  | E (46, 2005), E (47, 2006)                         |
| Janzer Barnabás            | (2015) |  | eredménye(i): |  |  | E (55, 2014), B (56, 2015)                         |
| Janzer Olivér              | (2013) |  | eredménye(i): |  |  | B (52, 2011), E (53, 2012), E (54, 2013)           |
| Janzer Orsolya Lili        | (2018) |  | eredménye(i): |  |  | E (59, 2018)                                       |
| Juhász István              | (1961) |  | eredménye(i): |  |  | E (3, 1961)                                        |
| Kalina Kende               | (2011) |  | eredménye(i): |  |  | B (52, 2011)                                       |
| Kálmán Tamás               | (1993) |  | eredménye(i): |  |  | R (33, 1992)                                       |
| Károlyi Gyula              | (1982) |  | eredménye(i): |  |  | A (22, 1981), E (23, 1982)                         |
| Katona Gyula               | (1959) |  | eredménye(i): |  |  | R (1, 1959)                                        |
| Keleti Tamás               | (1988) |  | eredménye(i): |  |  | E (28, 1987), E (29, 1988)                         |
| Kertész Gábor              | (1974) |  | eredménye(i): |  |  | E (16, 1974)                                       |
| Kéry Gerzson               | (1962) |  | eredménye(i): |  |  | E (3, 1961), A (4, 1962)                           |
| Kis Gergely                | (2006) |  | eredménye(i): |  |  | E (47, 2006)                                       |
| Kiss Demeter               | (2003) |  | eredménye(i): |  |  | E (44, 2003)                                       |
| Kiss Emil                  | (1974) |  | eredménye(i): |  |  | B (14, 1972), E (15, 1973), E (16, 1974)           |
| Kiss Gergely               | (2001) |  | eredménye(i): |  |  | E (40, 1999)                                       |
| Kiss György                | (1980) |  | eredménye(i): |  |  | R (21, 1979)                                       |
| Kiss Viktor                | (2008) |  | eredménye(i): |  |  | E (49, 2008)                                       |
| Knébel István              | (1977) |  | eredménye(i): |  |  | E (19, 1977)                                       |
| Koblinger Egmont           | (1995) |  | eredménye(i): |  |  | E (35, 1994), A (36, 1995)                         |
| Kóczy László               | (1970) |  | eredménye(i): |  |  | E (10, 1968), B (12, 1970)                         |
| Kocsis Albert Tihamér      | (2004) |  | eredménye(i): |  |  | B (44, 2003), E (45, 2004)                         |
| Kocsis Anett               | (2020) |  | eredménye(i): |  |  | B (61, 2020)                                       |
| Kollár István              | (1972) |  | eredménye(i): |  |  | E (14, 1972)                                       |
| Kollár János               | (1974) |  | eredménye(i): |  |  | A (15, 1973), A (16, 1974)                         |
| Komjáth Péter              | (1971) |  | eredménye(i): |  |  | A (13, 1971)                                       |
| Komlós János               | (1960) |  | eredménye(i): |  |  | D (2, 1960)                                        |
| Komor Tamás                | (1964) |  | eredménye(i): |  |  | R (6, 1964)                                        |
| Komornik Vilmos            | (1972) |  | eredménye(i): |  |  | A (14, 1972)                                       |
| Kondacs Attila             | (1990) |  | eredménye(i): |  |  | B (31, 1990)                                       |
| Korándi Dániel             | (2008) |  | eredménye(i): |  |  | E (48, 2007), E (49, 2008)                         |
| Kornis Kristóf             | (2009) |  | eredménye(i): |  |  | B (49, 2008), B (50, 2009)                         |
| Kós Géza                   | (1986) |  | eredménye(i): |  |  | E (25, 1984), A (26, 1985), A (27, 1986)           |
| Kóta József                | (1962) |  | eredménye(i): |  |  | A (3, 1961), E (4, 1962)                           |
| Kovács Benedek             | (2017) |  | eredménye(i): |  |  | D (58, 2017)                                       |
| Kovács Erika               | (2002) |  | eredménye(i): |  |  | B (42, 2001), B (43, 2002)                         |
| Kovács Tamás               | (2022) |  | eredménye(i): |  |  | B (62, 2021), E (63, 2022)                         |
| Kőszegi Botond             | (1992) |  | eredménye(i): |  |  | B (32, 1991)                                       |
| Kun Gábor                  | (1998) |  | eredménye(i): |  |  | E (39, 1998)                                       |
| Laborczi Zoltán            | (1967) |  | eredménye(i): |  |  | B (9, 1967)                                        |
| Laczkovich Miklós          | (1966) |  | eredménye(i): |  |  | B (7, 1965), E (8, 1966)                           |
| Lajkó Kálmán               | (2017) |  | eredménye(i): |  |  | E (57, 2016)                                       |
| Lakos Gyula                | (1992) |  | eredménye(i): |  |  | A (31, 1990), A (32, 1991), E (33, 1992)           |
| Lempert László             | (1970) |  | eredménye(i): |  |  | E (10, 1968), B (11, 1969), B (12, 1970)           |
| Lippner Gábor              | (1998) |  | eredménye(i): |  |  | A (38, 1997), A (39, 1998)                         |
| Lipták László              | (1987) |  | eredménye(i): |  |  | E (27, 1986), B (28, 1987)                         |
| Lovas Márton               | (2023) |  | eredménye(i): |  |  | B (64, 2023)                                       |
| Lovász László              | (1966) |  | eredménye(i): |  |  | E (5, 1963), A (6, 1964), A (7, 1965), A (8, 1966) |
| Lovász László Miklós       | (2008) |  | eredménye(i): |  |  | E (48, 2007), A (49, 2008)                         |
| Lukács László              | (1999) |  | eredménye(i): |  |  | E (38, 1997), A (39, 1998), E (40, 1999)           |
| Maga Balázs                | (2014) |  | eredménye(i): |  |  | B (55, 2014)                                       |
| Magyar Ákos                | (1984) |  | eredménye(i): |  |  | B (24, 1983), E (25, 1984)                         |
| Magyar Zoltán              | (1977) |  | eredménye(i): |  |  | E (18, 1976), A (19, 1977)                         |
| Makai Endre                | (1965) |  | eredménye(i): |  |  | B (5, 1963), B (6, 1964), A (7, 1965)              |
| Makay Géza                 | (1986) |  | eredménye(i): |  |  | E (26, 1985), B (27, 1986)                         |
| Mánfay Máté                | (2005) |  | eredménye(i): |  |  | B (46, 2005)                                       |
| Marx Gábor                 | (1993) |  | eredménye(i): |  |  | B (34, 1993)                                       |
| Máté Attila                | (1963) |  | eredménye(i): |  |  | B (5, 1963)                                        |
| Matolcsi Dávid             | (2019) |  | eredménye(i): |  |  | R (58, 2017), B (59, 2018), E (60, 2019)           |
| Matolcsi Máté              | (1992) |  | eredménye(i): |  |  | E (32, 1991)                                       |
| Megyesi Gábor              | (1985) |  | eredménye(i): |  |  | E (24, 1983), E (25, 1984), A (26, 1985)           |
| Mérő László                | (1968) |  | eredménye(i): |  |  | B (10, 1968)                                       |
| Mészáros András            | (2010) |  | eredménye(i): |  |  | D (51, 2010)                                       |
| Mezei Ferenc               | (1960) |  | eredménye(i): |  |  | R (1, 1959), A (2, 1960)                           |
| Michaletzky György         | (1969) |  | eredménye(i): |  |  | B (10, 1968), E (11, 1969)                         |
| Miklós Dezső               | (1976) |  | eredménye(i): |  |  | B (18, 1976)                                       |
| Mócsy Miklós               | (1984) |  | eredménye(i): |  |  | A (25, 1984)                                       |
| Molnár István Ádám         | (2025) |  | eredménye(i): |  |  | B (66, 2025)                                       |
| Molnár-Szabó Vilmos        | (2023) |  | eredménye(i): |  |  | B (63, 2022)                                       |
| Móri Tamás                 | (1972) |  | eredménye(i): |  |  | E (13, 1971), E (14, 1972)                         |
| Moussong Gábor             | (1976) |  | eredménye(i): |  |  | B (18, 1976)                                       |
| Muszély György             | (1960) |  | eredménye(i): |  |  | B (1, 1959), E (2, 1960)                           |
| Nádor Benedek              | (2023) |  | eredménye(i): |  |  | B (63, 2022), B (64, 2023)                         |
| Nagy András                | (1971) |  | eredménye(i): |  |  | E (13, 1971)                                       |
| Nagy Csaba                 | (2007) |  | eredménye(i): |  |  | E (47, 2006), E (48, 2007)                         |
| Nagy Dániel                | (2009) |  | eredménye(i): |  |  | B (50, 2009)                                       |
| Nagy Donát                 | (2011) |  | eredménye(i): |  |  | A (51, 2010), E (52, 2011)                         |
| Nagy Gábor                 | (1979) |  | eredménye(i): |  |  | R (21, 1979)                                       |
| Nagy János                 | (2011) |  | eredménye(i): |  |  | E (50, 2009), A (51, 2010), B (52, 2011)           |
| Nagy Kartal                | (2016) |  | eredménye(i): |  |  | E (57, 2016)                                       |
| Nagy Nándor                | (2020) |  | eredménye(i): |  |  | B (60, 2019), B (61, 2020)                         |
| Nagy Róbert                | (2013) |  | eredménye(i): |  |  | B (53, 2012), B (54, 2013)                         |
| Nagy Zoltán Lóránt         | (2003) |  | eredménye(i): |  |  | D (44, 2003)                                       |
| Németh Ákos                | (1994) |  | eredménye(i): |  |  | B (34, 1993)                                       |
| Németh Márton Tamás        | (2023) |  | eredménye(i): |  |  | B (63, 2022), E (64, 2023)                         |
| Németh Zoltán              | (1995) |  | eredménye(i): |  |  | E (36, 1995)                                       |
| Neumann Attila             | (1975) |  | eredménye(i): |  |  | B (17, 1975)                                       |
| Ódor Gergely               | (2012) |  | eredménye(i): |  |  | D (53, 2012)                                       |
| Pach Péter Pál             | (2004) |  | eredménye(i): |  |  | E (44, 2003), A (45, 2004)                         |
| Pálfy Péter Pál            | (1973) |  | eredménye(i): |  |  | E (14, 1972), E (15, 1973)                         |
| Pálvölgyi Dömötör          | (2000) |  | eredménye(i): |  |  | E (41, 2000)                                       |
| Pap Gyula                  | (1997) |  | eredménye(i): |  |  | A (37, 1996), A (38, 1997)                         |
| Párniczky Benedek          | (1994) |  | eredménye(i): |  |  | E (35, 1994)                                       |
| Pásztor Gábor              | (1989) |  | eredménye(i): |  |  | E (30, 1989)                                       |
| Paulin Roland              | (2006) |  | eredménye(i): |  |  | E (45, 2004), A (46, 2005), E (47, 2006)           |
| Pelikán József             | (1966) |  | eredménye(i): |  |  | E (5, 1963), A (6, 1964), A (7, 1965), A (8, 1966) |
| Pintz János                | (1969) |  | eredménye(i): |  |  | B (9, 1967), A (10, 1968), B (11, 1969)            |
| Pór Attila                 | (1992) |  | eredménye(i): |  |  | A (33, 1992)                                       |
| Pósa Lajos                 | (1966) |  | eredménye(i): |  |  | E (7, 1965), A (8, 1966)                           |
| Prőhle Péter               | (1974) |  | eredménye(i): |  |  | B (15, 1973), B (16, 1974)                         |
| Rácz Béla András           | (2004) |  | eredménye(i): |  |  | A (43, 2002), A (44, 2003), A (45, 2004)           |
| Rimányi Richárd            | (1987) |  | eredménye(i): |  |  | E (28, 1987)                                       |
| Ruzsa Imre                 | (1971) |  | eredménye(i): |  |  | E (11, 1969), A (12, 1970), A (13, 1971)           |
| Sali Attila                | (1978) |  | eredménye(i): |  |  | R (18, 1976)                                       |
| Sándor András              | (2012) |  | eredménye(i): |  |  | D (53, 2012)                                       |
| Schrettner Jakab           | (2019) |  | eredménye(i): |  |  | E (60, 2019)                                       |
| Sebestyén Zoltán           | (1962) |  | eredménye(i): |  |  | A (4, 1962)                                        |
| Seress Ákos                | (1977) |  | eredménye(i): |  |  | B (17, 1975), E (18, 1976), E (19, 1977)           |
| Seres-Szabó Márton         | (2023) |  | eredménye(i): |  |  | B (63, 2022)                                       |
| Simányi Nándor             | (1974) |  | eredménye(i): |  |  | B (15, 1973), B (16, 1974)                         |
| Simon László Bence         | (2024) |  | eredménye(i): |  |  | A (64, 2023), A (65, 2024)                         |
| Simonovits Miklós          | (1962) |  | eredménye(i): |  |  | E (3, 1961), B (4, 1962)                           |
| Simonyi Gábor              | (1981) |  | eredménye(i): |  |  | A (22, 1981)                                       |
| Somogyi Antal              | (1974) |  | eredménye(i): |  |  | R (16, 1974)                                       |
| Soós Miklós                | (1969) |  | eredménye(i): |  |  | R (11, 1969)                                       |
| Soukup Lajos               | (1976) |  | eredménye(i): |  |  | E (17, 1975), E (18, 1976)                         |
| Sparing László             | (1975) |  | eredménye(i): |  |  | B (15, 1973), E (16, 1974), E (17, 1975)           |
| Steller Gábor              | (2005) |  | eredménye(i): |  |  | E (46, 2005)                                       |
| Strenner Balázs            | (2005) |  | eredménye(i): |  |  | A (46, 2005)                                       |
| Strenner Péter             | (2012) |  | eredménye(i): |  |  | D (53, 2012)                                       |
| Surányi László             | (1967) |  | eredménye(i): |  |  | B (8, 1966), A (9, 1967)                           |
| Surján Péter               | (1975) |  | eredménye(i): |  |  | E (17, 1975)                                       |
| Sustik Mátyás              | (1989) |  | eredménye(i): |  |  | B (29, 1988), D (30, 1989)                         |
| Szabó Attila               | (2013) |  | eredménye(i): |  |  | E (54, 2013)                                       |
| Szabó Barnabás             | (2016) |  | eredménye(i): |  |  | E (56, 2015), E (57, 2016)                         |
| Szabó Endre                | (1982) |  | eredménye(i): |  |  | A (22, 1981), E (23, 1982)                         |
| Szabó Jácint               | (1997) |  | eredménye(i): |  |  | E (38, 1997)                                       |
| Szabó Kornél György        | (2021) |  | eredménye(i): |  |  | B (62, 2021)                                       |
| Szabó Kristóf              | (2019) |  | eredménye(i): |  |  | B (60, 2019)                                       |
| Szabó Zoltán               | (1984) |  | eredménye(i): |  |  | E (25, 1984)                                       |
| Szádeczky-Kardoss Szabolcs | (1995) |  | eredménye(i): |  |  | E (35, 1994), B (36, 1995)                         |
| Szakács Ábel               | (2026) |  | eredménye(i): |  |  | A (65, 2024), A (66, 2025)                         |
| Szalay Sándor              | (1967) |  | eredménye(i): |  |  | R (7, 1965)                                        |
| Szász Domokos              | (1959) |  | eredménye(i): |  |  | D (1, 1959)                                        |
| Szegedy Márió              | (1979) |  | eredménye(i): |  |  | B (21, 1979)                                       |
| Szeidl Ádám                | (1994) |  | eredménye(i): |  |  | E (34, 1993), A (35, 1994)                         |
| Szendrei Ágnes             | (1971) |  | eredménye(i): |  |  | R (12, 1970)                                       |
| Szendrői Balázs            | (1992) |  | eredménye(i): |  |  | E (32, 1991), E (33, 1992)                         |
| Szidarovszky Ferenc        | (1963) |  | eredménye(i): |  |  | E (4, 1962), E (5, 1963)                           |
| Szűcs András               | (1968) |  | eredménye(i): |  |  | B (9, 1967), E (10, 1968)                          |
| Szűcs Gábor                | (2007) |  | eredménye(i): |  |  | D (48, 2007)                                       |
| Szűcs Gergely              | (2009) |  | eredménye(i): |  |  | B (50, 2009)                                       |
| Tardos Gábor               | (1982) |  | eredménye(i): |  |  | R (21, 1979), E (22, 1981), E (23, 1982)           |
| Tardos Jakab               | (2013) |  | eredménye(i): |  |  | B (54, 2013)                                       |
| Tarján Bernát              | (2024) |  | eredménye(i): |  |  | E (64, 2023), B (65, 2024)                         |
| Terjék András József       | (2022) |  | eredménye(i): |  |  | B (63, 2022)                                       |
| Terpai Tamás               | (1999) |  | eredménye(i): |  |  | A (38, 1997), A (39, 1998), A (40, 1999)           |
| Tihanyi Ambrus             | (1960) |  | eredménye(i): |  |  | R (1, 1959)                                        |
| Tomon István               | (2009) |  | eredménye(i): |  |  | B (47, 2006), A (49, 2008), A (50, 2009)           |
| Tóth Balázs                | (2020) |  | eredménye(i): |  |  | A (61, 2020)                                       |
| Tóth Gábor                 | (1983) |  | eredménye(i): |  |  | E (24, 1983)                                       |
| Tóth Géza                  | (1986) |  | eredménye(i): |  |  | E (27, 1986)                                       |
| Törőcsik Jenő              | (1983) |  | eredménye(i): |  |  | B (24, 1983)                                       |
| Tuza Zsolt                 | (1972) |  | eredménye(i): |  |  | A (14, 1972)                                       |
| Ujváry-Menyhárt Zoltán     | (1992) |  | eredménye(i): |  |  | A (32, 1991), E (33, 1992)                         |
| Umann Gábor                | (1980) |  | eredménye(i): |  |  | E (21, 1979)                                       |
| Valkó Benedek              | (1995) |  | eredménye(i): |  |  | B (36, 1995)                                       |
| Varga Boldizsár            | (2025) |  | eredménye(i): |  |  | E (65, 2024), E (66, 2025)                         |
| Várkonyi Zsombor           | (2021) |  | eredménye(i): |  |  | E (62, 2021)                                       |
| Velich Nóra Zoé            | (2021) |  | eredménye(i): |  |  | B (62, 2021)                                       |
| Veres Sándor               | (1974) |  | eredménye(i): |  |  | B (15, 1973)                                       |
| Vizer Máté                 | (2000) |  | eredménye(i): |  |  | E (41, 2000)                                       |
| Vörös László               | (2001) |  | eredménye(i): |  |  | B (42, 2001)                                       |
| Weisz Máté Barnabás        | (2020) |  | eredménye(i): |  |  | A (61, 2020)                                       |
| Williams Kada              | (2017) |  | eredménye(i): |  |  | E (56, 2015), B (57, 2016), E (58, 2017)           |
| Zábrádi Gergely            | (2000) |  | eredménye(i): |  |  | E (40, 1999), E (41, 2000)                         |
| Zubcsek Péter Pál          | (1998) |  | eredménye(i): |  |  | E (39, 1998)                                       |
| Zsigri Bálint              | (2019) |  | eredménye(i): |  |  | E (60, 2019)                                       |